# Neptunfest

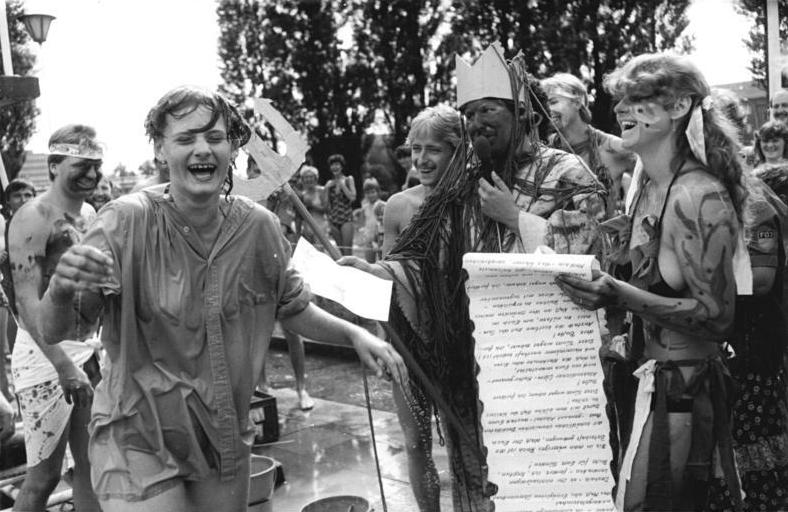
Neptunfest 1985 im Berliner Schwimmstadion Siegfriedstraße

Das Neptunfest ist eine Art Spaßtaufe für Kinder und Jugendliche. Die Täuflinge werden in das Reich Neptuns aufgenommen. Das Neptunfest findet hauptsächlich in Mecklenburg-Vorpommern an der Ostsee oder an Badeseen in Kinderferienlagern, in Stadt- und Freibädern oder bei allgemeinen Strandfesten statt. Ein Neptunfest ist oft Programm-Höhepunkt eines Kinderferienlageraufenthaltes.

## Durchführung

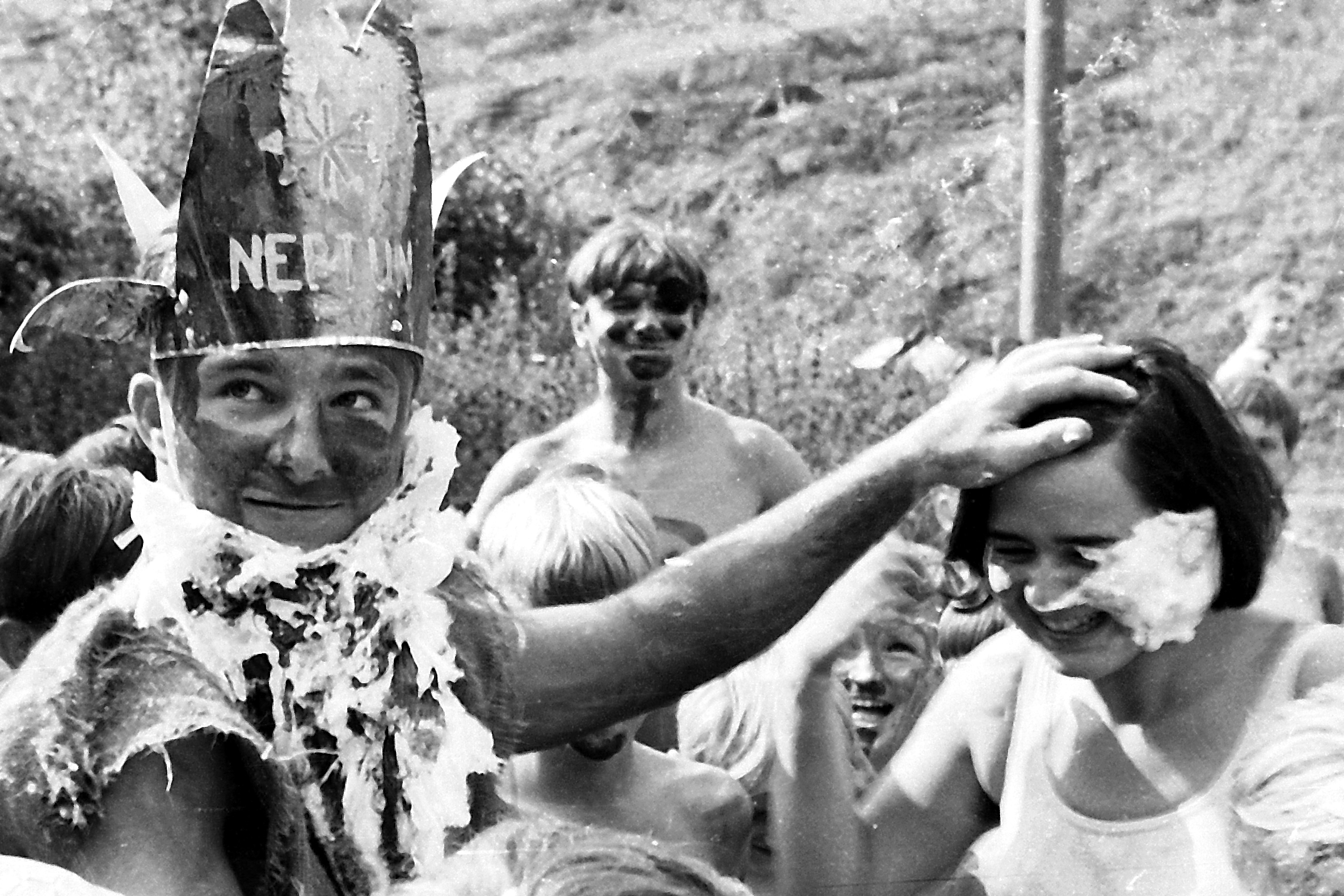
Neptunfest 1969 in einem Ferienlager im Kreis Nordhausen

Der Ablauf des Festes unterliegt keinen festen Regeln und vollzieht sich von Ort zu Ort verschieden, häufig beginnt es jedoch damit, dass ein als Neptun verkleideter Mann oder Betreuer, meist grün bemalt mit Bart und Dreizack, zusammen mit seinen Gehilfen, den so genannten Häschern, „einmarschiert“ oder per Boot ankommt. Die Häscher sind ebenfalls grün bemalt und mit Seetang oder seetangähnlichem Flattermaterial bekleidet.
Zuvor werden einige Kinder für die Taufe ausgesucht. Diese befinden sich meist ahnungslos unter den wartenden Zuschauern. Teilweise werden auch alle Erstteilnehmer getauft.
Nach einigen allgemeinen Bekundigungen ruft Neptun den Namen des Täuflings, woraufhin dieser oft versucht zu fliehen. Die Häscher fangen den Täufling ein und bringen ihn zu Neptun, wo er ein zuvor gemixtes Getränk zu sich nehmen muss, während die Häscher ihn festhalten. Dieser Getränkemix erscheint unansehnlich und schmeckt seltsam bis unangenehm (Wasser mit Maggi, Limo mit Essig, in Salzwasser aufgelöste Brötchen etc.). Teils muss ein Gedicht, ein „Gebet zu Neptun“, memoriert und aufgesagt werden. Danach wird der Täufling „dem Meer übergeben“; er wird ins Wasser geworfen. Nach der Taufe erhält er eine Urkunde mit einem Taufnamen, z. B. Schleimige Seegurke oder Runder Delfin.
Das Ritual ist angelehnt an die aus der Seefahrt bekannte Äquatortaufe.